# 巴巴盖市镇
巴巴盖市镇（俄语：Бабагайское муниципальное образование）是俄罗斯联邦伊尔库茨克州布拉茨克区所属的一个市镇。其下辖有5个居民点，行政中心为巴巴盖。据2016年统计，该市镇的人口为936人。